# Миразоле (Варезе)
Миразоле је насеље у Италији у округу Варезе, региону Ломбардија.
Према процени из 2011. у насељу је живело 116 становника. Насеље се налази на надморској висини од 285 м.